# علي أبو نوار
عَلِيّ أَبُو نُوّار (1925- 15 آب 1991) هو ضابط أردني تولّى منصب رئيس الأركان العامة للقوات المسلحة الأردنية في شهر أيار من عام 1956 م وبقي في منصبه ذاك حتى نيسان من عام 1957 م. وقد شارك في حرب 1948 بصفته ضابطا في صنف المدفعية بالجيش الأردني. بسبب معارضته الدائمة للتدخل والانتداب البريطاني على الأردن نقل إلى باريس ليكون ملحقًا عسكريًا أردنيًّا فيها وذلك عام 1952 م، كما لو كان نفيًا فعليًّا له. في باريس، بدأ بصياغة علاقةٍ متينةٍ مع الحسين بن طلال ولي عهد الأردن آنذاك، والذي رقّاه في الرتب بعد اعتلاءه العرش.
كان عداؤه لغلوب باشا القائد البريطاني للجيش الأردني ذي النفوذ والسيطرة، مرده لمقاومة الأخير تأسيسَ قيادةٍ عربيةٍ للجيش وخسارة العرب للحرب في فلسطين؛ ولكن كان للعلاقة التي جمعته مع الملك الحسين بن طلال أثرًا كبيرًا في طرد غلوب ومجموعة الضباط البريطانين من الأردن عام 1956 م، فيما عُرِف بتعريب قيادة الجيش العربي. بعد طرد غلوب عيّنه الملك قائدًا عامًا للجيش. ومع ذلك، ساهم دعم علي أبو نوار الشديد لسياسات الرئيس المصري جمال عبد الناصر في المنطقة في زيادة ابتعاد الأردن عن المحور البريطاني الأمريكي، وهو الأمر الذي أدى بالتالي إلى تعطّل عدد من المصالح بين الأردن وتلك الدول والتي كان من ثمارها الدعم المالي الذي كان يحصل عليه الأردن من تلكما الدولتين. في ذات الوقت، كان عدم الرضا عن قيادة علي أبو نوار للجيش داخل بعض الأوساط العسكرية وبعض الضباط في البلاط الملكي قد بلغ أوجه خلال المجابهات العنيفة في المعسكرات التابعة للجيش الأردني في الزرقاء والتي تُعرف باسم انقلاب 1957 بين الوحدات الموالية للملكية وبعض وحدات أخرى كان على رأسها ضباط من الناصريين واليساريين المتأثرين بأنظمة دولٍ أخرى. فيما يخص أحداث الزرقاء تلك، ثمة روايتان، أما الحكومة الأردنية والوحدات العسكرية الأردنية التي كانت موالية للملكية في البلاد فتتمسك بالرواية التي تقول أن الحادث كان انقلابًا عسكريًّا كاملًا، بينما يمضي المخالفون لهم في قولهم بأن الحادثة كانت أشبه بمسرحيةٍ؛ حيث كان ما حدث - بحسبهم - انقلابًا معاكسًا ضد ما كان يُوصف بأنه القومية العربية في البلاد. وعلى أية حال، فإن علي أبو نوار استقال من منصبه قائدًا للقوات المسلحة ثُمَّ سُمح له بالخروج من المملكة إلى جارتها الشمالية سورية. حُكم على أبو نوار مباشرةً بعد ذلك بالحبس غيابيًا لمدة 15 سنة.
قضى علي أبو نوار معظم وقته في المنفى بين كل من سورية ومصروهو يحاول تنظيم المعارضة ضد الملك الحسين بن طلال وحكمه الملكي، كما كان يروج لفكرة براءته من أحداث معسكرات الزرقاء. في عام 1964 م، عاد أبو نوار للأردن بعد عفو ملكي عن المعارضين في المنفى شمله وذلك في إطار الجهود التي بذلها الحسين مع معارضيه في المنفى. في عام 1971 م، عُيِّن سفيرًا للأردن لدى باريس، وفي عام 1989 م، وبعد إجراء الانتخابات النيابية في ذلك العام عُيِّن عينًا في مجلس الأعيان. تُوفي بمرض سرطان الدم في إحدى مستشفيات لندن عام 1991 م عن عُمرٍ ناهز 66 سنةً، وذلك بعد سنة واحدة من نشره لكتابه حين تلاشت العرب (1948-1964) الذي يُعد سيرةً ذاتيةً له.

## النشأة

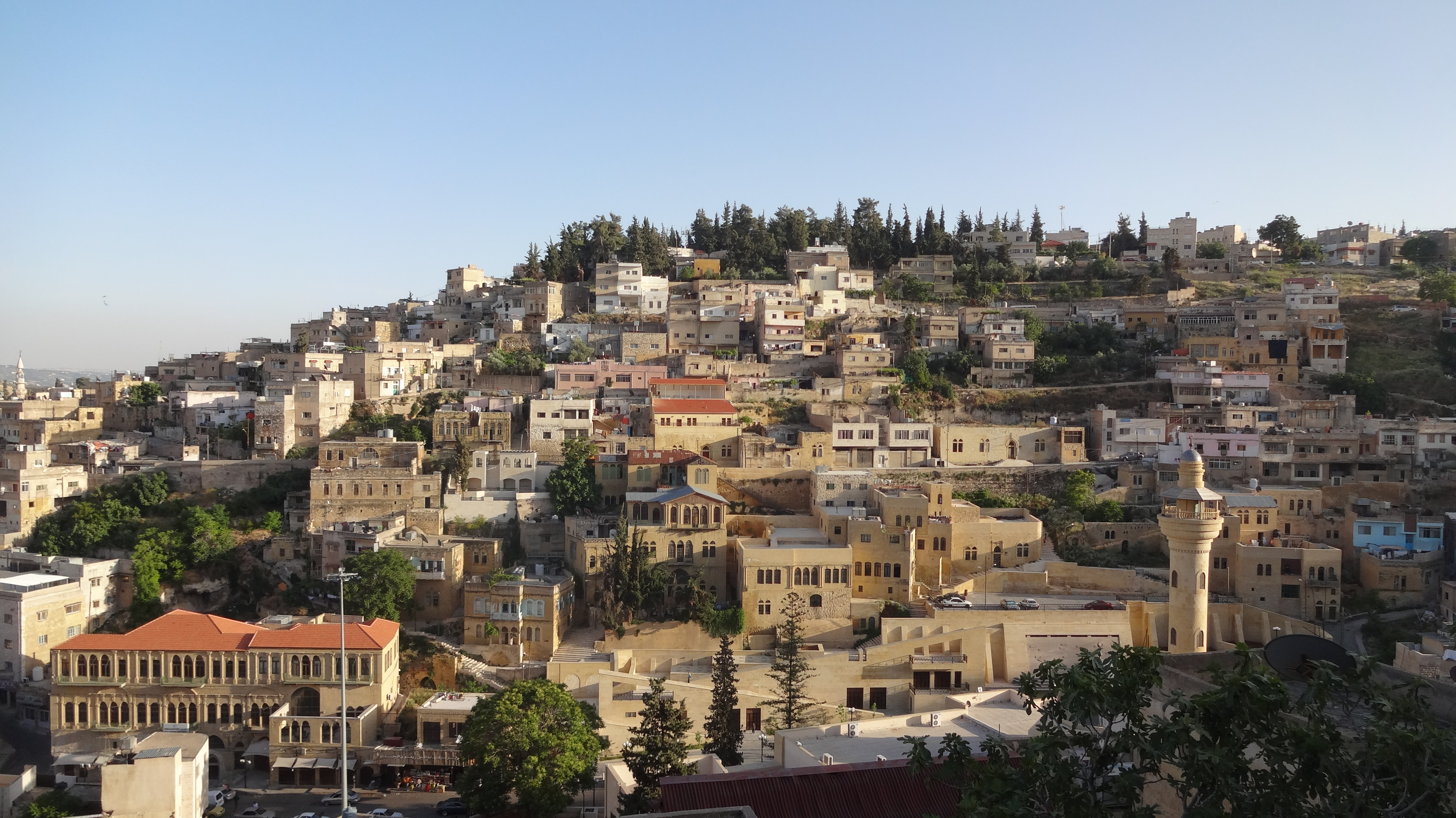
مدينة السلط التاريخية مسقط رأس علي أبو نوار ومدينة عائلته.

وُلِد علي أبو نوار في مدينة السلط في إمارة شرق الأردن (المملكة الأردنية الهاشمية لاحقًا) عام 1925 م. عائلته كانت عائلة عربية مرموقة في مدينة السلط.على الجهة الأخرى، كانت أمه شركسية. في صغره تأثر بما كان يصغي إليه من نقاشاتٍ تجري بين والده وأقاربه عن الثورة العربية الكبرى عام 1916 م ووعد بلفور عام 1917 م وهزيمة المملكة العربية السورية عام 1920 م في معركة ميسلون وتأثير كل ذلك على أوضاع ومستقبل المنطقة العربية والشرق الأوسط عمومًا. خلال السنوات الأخيرة للحرب العظمى، خسرت الدولة العثمانية معظم أراضي ولاياتها العربية بسبب الثورة العربية الكبرى ممثلةً بجيشها الشريفي الذي قاده الهاشميون المتحالفين مع البريطانيين؛ لكن بعد نهاية الثورة استُبدل العثمانيون باحتلالين فرنسيٍّ وآخر بريطانيٍّ للأرض العربية في المشرق. وخلال عشرينيات وثلاثينات القرن العشرين تشكلت وانطلقت الثورات والمعارضات لذلك الاحتلال في الأردن وفلسطين وغيرهما من المناطق في الإقليم. في مذكراته، استدعى أبو نوار ما قاله معلمه له ولزملاءه في الصف في مدرسته السلط الثانوية من أن مقاومة الاستعمار وتفعيل الكفاح والبناء هي مسؤولية الجيل الجديد.

## حياته العسكرية

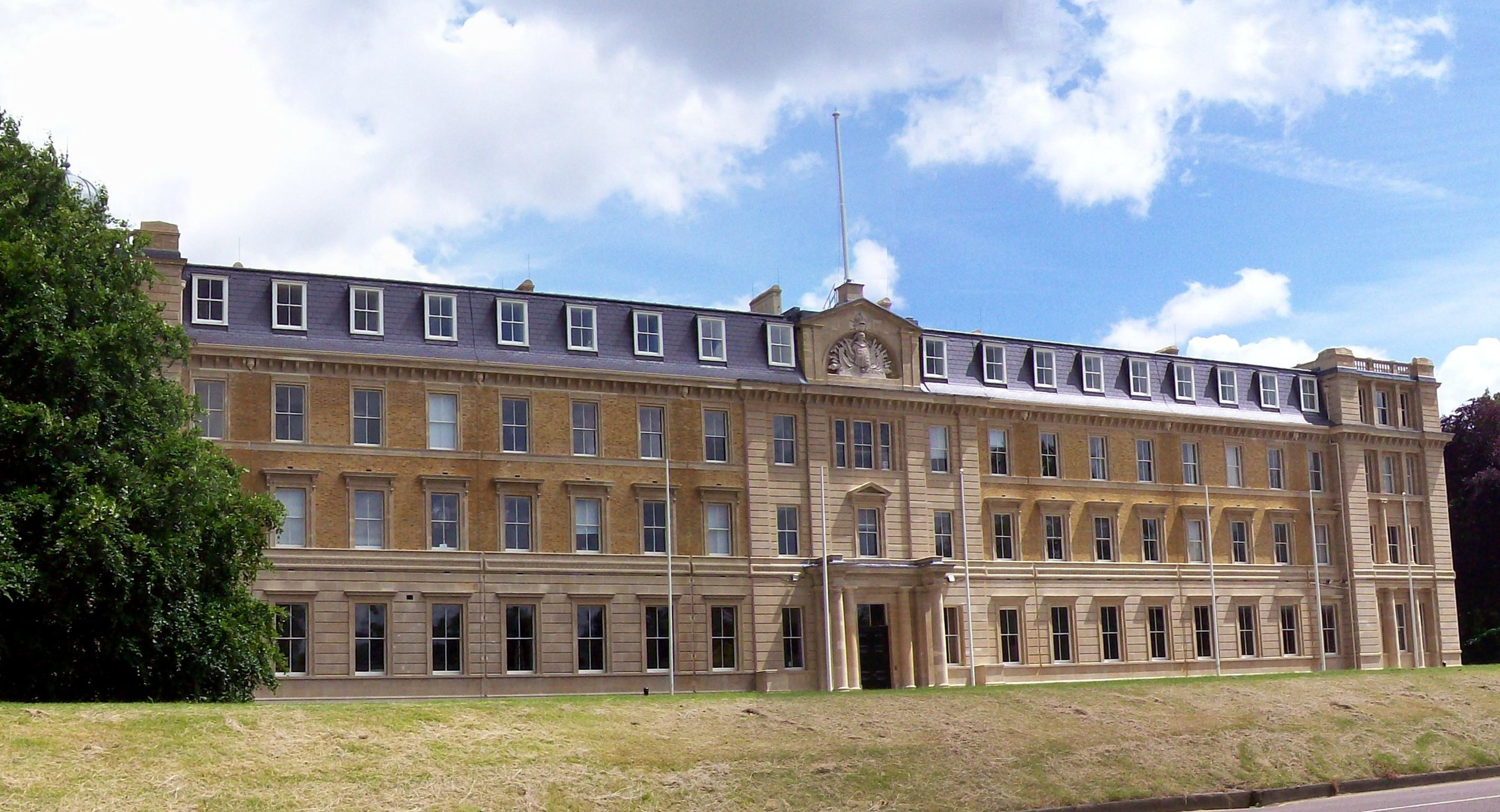
كلية الأركان في كامبرلي حيث تلقى أبو نوار تدريبًا.

التحق علي أبو نوار بالجيش العربي ليصبح ضابط مدفعية خلال عام 1946 م، خلال عهد الملك عبد الله الأول بن الحسين. وخلال حرب 1948، خدم في الجيش وكان حينها برتبة ملازم ثان. من ثمَّ تلقى تدريبًا في كلية الأركان البريطانية في كامبرلي لمدة سنتين، قبل أن يرجع للأردن والتي أصبحت تتكون آنذاك من الضفة الشرقية والضفة الغربية نتيجةً لحرب 1948 م. تسببت هزيمة العرب وحجم الانتصارات والمكاسب للدولة العبرية إلى ازدياد النشاط النضالي القومي المضاد للاحتلال بين صفوف عددٍ ضخم من الضباط في الجيوش العربية، والذين ألقوا اللوم على قياداتهم العسكرية والسياسية معتقدين أنهم سبب الهزيمة العربية في الحرب. وكان أولئك الضباط يعتقدون أن تلك القيادات - أو «الحرس القديم» - فاسدةٌ وغيرُ جديرةٍ بمناصبها ومُتَحَكَّمٌ بها من قبل القوى الاستعمارية، وقد كان علي أبو نوار من بين أولئك الضباط الحانقين على القيادات. وعلى رغم أنه ليس من مؤسسي حركة الضباط الأحرار، وهي حركة سرية من الضباط ذوي التوجه البعثي مضادة للتواجد البريطاني في الجيش الأردني، إلا أنه التحق بها فور عودته للأردن عام 1950 م.

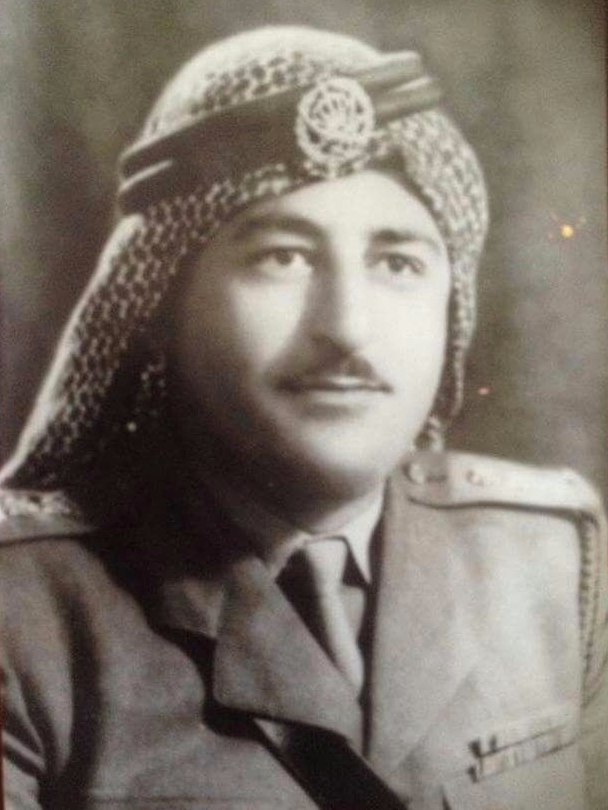
شاهر أبو شحوت زعيم الضباط الأحرار في الأردن.

أضحى أبو نوار منتقدًا صخّابًا للمعونة البريطانية التي كانت تُقدَّم للأردن مقابل مصالح مشتركة للبلدين، حيث رآها تبعيةً لكل من القوة الانتدابية السابقة على الأردن بريطانيا والضابط ذو التأثير الكبير غلوب باشا قائد الجيش العربي الذي كان الضباط الأردنيين وخصوصا أولئك القوميين منهم يسخرون منه بكونه رمزًا لما تبقى من آثار الانتداب البريطاني على الأردن. بُعيد اغتيال الملك عبد الله الأول بن الحسين، كان وريثه الواضح وولي عهده هو طلال بن عبد الله غير أنه كان يُعاني من المرض كان يتعالج منه منذ مدة طويلة في الخارج. ولكونه كان متعاطفًا مع الضباط الأحرار؛ يرى البعض أن غلوب باشا وتوفيق أبو الهدى وحكومته كانوا قد تناقشوا في شأن منعه من الوصول للعرش، وقد استغلوا ذلك، فوضع طلال في مؤسسة صحية للأمراض النفسية في سويسرا. هذا الشيء كان يراه الضباط الأحرار حجة وتزييفًا للحقائق من أجل إبقاء طلال خارج البلاد. ردًّا على ذلك، كان أبو نوار يسعى لتنصيب طلال بالقوة ملكًا على الأردن؛ لذا أرسل الطبيب العسكري الأردني عوني حنون ليُعيد الملك طلال للأردن. ولكن الطبيب حنون مُنع من الزيارة؛ بسبب القيود على الزيارات في تلك المؤسسة الطبية، كما سرَّحه غلوب باشا من الخدمة بسبب ما رآه تحريضًا ضد المصالح البريطانية. ومع كل ما جرى، عاد الملك طلال ليمارس سلطاته الدستورية منهيًا بذلك عهد أخيه نايف الوصي على العرش آنذاك. بعد العودة تلك، أرسل أبو نوار رسالةً إليه يحثّه بها على طرد غلوب باشا من الخدمة. شكلت تلك الرسالة خطرًا على المصالح البريطانية في الأردن، مما دفع توفيق أبو الهدى وحكومته لنفي علي أبو نوار فعليًا من البلاد. بعد ذلك، أذعنت الحكومة لإبقاء أبو نوار، بيد أنها نقلته إلى باريس ليخدم فيها ملحقًا عسكريًا في شهر أيلول من العام 1952 م. بعد ذلك بمدة قصيرة وبقرارٍ من مجلس النواب الأردني أُزيح الملك طلال عن العرش بسبب عدم أهليته الصحية لمتابعة شؤون الحكم.
خلال عمله في باريس، تمكن أبو نوار من مقابلة ابن الملك طلال وخليفته ملك الأردن آنذاك الحسين بن طلال، والذي كان يزور باريس دائما خلال عُطله؛ حيث كان في دراسته العسكرية في ساند هيرست. لقد كان علي أبو نوار متحمِّسًا أن يأخذ الحسين بن طلال في صفه وما يؤمن به من أفكارٍ قوميةٍ تتعلق بطرد الضباط البريطانيين وإنهاء التأثير البريطاني على الجيش الأردني. تلك الأفكار كان لها وقعها عند الحسين الذي تحمس لها، كما أنه في أيار من عام 1953 م - بعد توليه العرش - حاول الحسين إرجاع أبو نوار للأردن على الرغم من التحفظ الذي أبداه غلوب باشا. في شهر آب من ذات العام، زار الحسين لندن ودعا أبو نوار والضباط الذين يحملون ذات الأفكار، ومنهم عضو ما سُمي بحركة الضباط الأحرار شاهر أبو شحوت، لمقابلته. في ذلك الزمان والمكان، أخبر الضابط شاهر زميله أبو نوار عن تنظيم الضباط الأحرار في الأردن وخطته لـ«تعريب» قيادة الجيش العربي؛ وذلك بإزاحة القيادات البريطانية فيه بمن فيهم غلوب باشا. بعدها، وخلال احتفالٍ بتنصيب الحسين ملكًا على البلاد، أخبر أبو نوار الملك الحسين بن طلال بأنه أحد قادة حركة الضباط الأحرار؛ رغم أنه لم يكن كذلك، وبين للملك هدف الحركة التي يصرون على تحقيقها وهي بتنصيب قيادة عربية للجيش الأردني وتسريح كل الضباط البريطانيين، وهو الهدف الذي تلقاه الحسين وعمل عليه لاحقًا. كان الحسين بن طلال متأثرًا بأبو نوار الذي كان يبدي عدم رضاه علنًا عن الحضور البريطاني في الأردن حينها، وهو الأمر الذي أكسب أبو نوار تأييد الضباط الأردنيين.

### كبير المرافقين

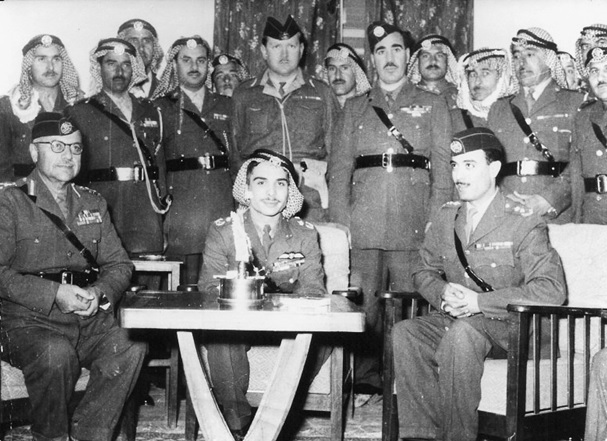
كبير المرافقين علي أبو نوار (يمين) مع الحسين بن طلال (وسط) وقائد الجيش راضي عناب (يسار) مع ضباطٍ من الجيش الأردني واقفون خلفهم، عام 1956 م.

بعد عودة الحسين بن طلال للعاصمة عمّان استمر في ضغطه من أجل عودة أبو نوار للأردن؛ بيد أن غلوب باشا كان في الجهة المقابلة يبذل جهوده كلها من أجل إقالته. بعد ذلك في عام 1953 م، أرسله الملك الحسين لاجتماع قمة مع رئيس مصر القوي جمال عبد الناصر، والذي كان مؤخرًا قد قاد مجموعة ضباط انقلابية على النظام الملكي مطيحًا بالملك فاروق؛ حيث كان يرى ذلك النظام موالٍ للبريطانيين. بعد ذلك بعام، أي عام 1954 م، استُدعي أبو نوار لمشاورات مع العاهل الأردني آنذاك. بعد ذلك في تشرين الثاني من عام 1955 م، أعاده الحسين بن طلال للأردن بشكلٍ دائمٍ، متجاوزًا غلوب باشا ورأيه في ذلك. وقد وصل أبو نوار للأردن وسط أجواءٍ مشحونةٍ بالعداء للبريطانيين. وفي أحد الاجتماعات بينه وبين غلوب، أبدى الأخير استياءه من قرار الملك الحسين، كما هدد أبو نوار بأنه «سيقصر حياته» إذا تجرأ على التحريض على البريطانيين ومصالحهم في الأردن. وبعد أن عَلم الملك الحسين بتفاصيل اللقاء عيَّن أبو نوار في منصب المرافق العسكري الأعلى الخاص به. أيضًا فقد رقّاهُ الملكُ إلى رتبة مقدم. كان لأبو نوار في منصبه الجديد تأثير قوى على الملك الحسين الذي لم يكن يبلغ حينها من العمر سوى عشرين عامًا؛ إذ كان دائمًا لجانبه ناصحًا إياه بأن يُسَرِّح غلوب باشا من الجيش وأن يقطع علاقات الأردن مع المملكة المتحدة. كان الحسين متأثرًا كذلك بضباطٍ وشخصياتٍ أردنيةٍ أخرى، بمن فيهم قريبه زيد بن شاكر. أيضًا، فإن الجو كان مشحونًا بطريقةٍ متزايدة بالأفكار التي تحض على مجابهة الإمبريالية وبالأفكار القومية العربية. وإشارةً إلى أفكار الملك الحسين القومية المتنامية آنذاك، وبكونها وسيلةً لتهدئة وتقريب المعارضة السياسية من حكمه؛ فقد أصدر الملك الشابُّ قراره بتسريح غلوب وجميع الضباط البريطانيين من الأردن. ولقد تعاون الملك الحسين مع علي أبو نوار والضباط الأحرار الآخرين من أجل اتخاذ كافة الاجراءات للوقاية من أي تحرك مضاد من قبل البريطانيين أو داعميهم إن وجدوا داخل الجيش. وهكذا، وفي 28 من شباط من عام 1956 م، كان على علي أبو نوار أن يضع قواته على أهبة الاستعداد؛ حيث وزع أعضاء حركة الضباط الأحرار على المراكز العسكرية المهمة في الأردن، وهي مطار عمّان والقاعدة العسكرية الكبرى في الزرقاء وفي القرب من مقر إقامة غلوب نفسه. وبعد أن تأكد من أمان المواقع، اجتمع الملك بمجلس الوزراء معلنًا قراره بتسريح غلوب ورفاقه البريطانيين في 1 آذار عام 1956 م. لم يقاوم غلوب القرار، حيث استجاب له وغادر الأردن في اليوم التالي. بعد ذلك، رقّى الملك رتبة أبو نوار لعقيد، واختار اللواء راضي عناب في مكان غلوب باشا قائدًا للجيش الذي أصبح يُطلق عليه منذ ذلك الحين اسم القوات المسلحة الأردنية. 

### رئيسا لهيئة الأركان العامة

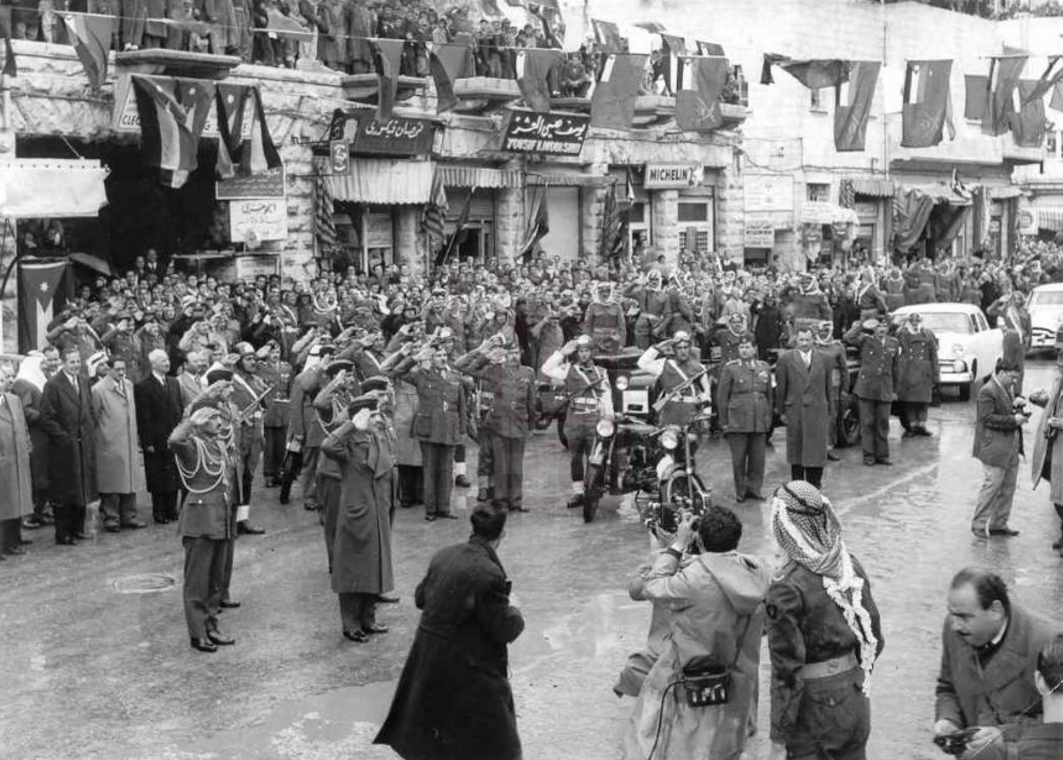
علي أبو نوار رئيس أركان القوات المسلحة الأردنية إلى جانب الملك الحسين بن طلال في الذكرى الأولى لتعريب قيادة الجيش.

بعد أن تقاعد اللواء راضي عناب، عُيِّن علي أبو نوار قائدًا عامًّا للجيش في 24 أيار عام 1956 م. طرد غلوب من الخدمة قوبِل بحماسٍ شديدٍ من الشعب الأردني والقوميين العرب داخل الأردن وخارجه. ومع ذلك، فإن ترقيته لمنصب قائد الجيش لم يكن له قبولٌ واسع بين وحدات الجيش المتمرسة في القتال؛ والتي توصف بأنها ذات غالبيةٍ «بدوية»؛ إذ لطالما عُدّ ضابطًا منافسًا، بيد أنه لم يكن يمتلك الخبرة اللازمة للقيادة. وضمن خطته وجهوده لتحديث الجيش، أصدر أبو نوار أوامره بأن يكون التعليم متطلّبًا لازمًا للترقية في الرتب العسكرية. هذا القرار أثر على كثيرٍ من الضباط - كثيرٌ منهم من البدو - بشكلٍ غير متكافئ؛ حيث كانوا يفتقرون للتعليم الأساسي. ونتيجةً لتلك العملية الإصلاحية؛ فإنَّ عدة ضباطٍ قد أُحيلوا على التقاعد، بينما نُقل آخرون لمواقع غير قيادية. ومن أجل خلق توازنٍ مع أي معارضةٍ قد تظهر من قبل قيادات الجيش لذاك التوجه؛ فقد أنشأ أبو نوار لواءًا جديدًا هو اللواء الرابع والذي كان يتكون في غالبيته من أردنيين من أصل فلسطيني؛ لأن أبو نوار كان يعتقد أنهم سيشكلون جزءًا أساسيًّا لقوته داخل الجيش.
كذلك، فإن اختيارات أبو نوار للضباط في الجيش كان لها علاقة بالتحول في العلاقات بين الأردن والمملكة المتحدة.

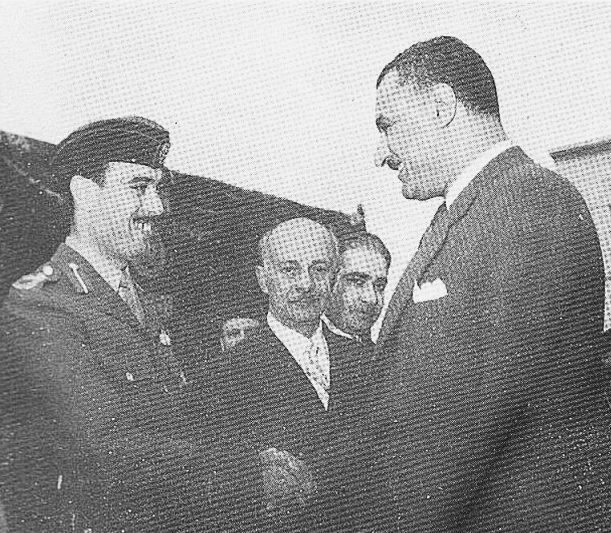
أبو نوار يُصافح الرئيس المصري جمال عبد الناصر (يمين) في مصر عام 1956. أبو نوار كان مناصرًا لسياسات ناصر القومية.

حمل أبو نوار كثيرًا من الأفكار الناصرية التي توصف بأنها مناهضة للاستعمار ومنادية بالقومية العربية خلال مدَّة قيادته للقوات المسلحة الأردنية عام 1956 م. وعلى سبيل المثال، فقد أبدى دعمه لجمال عبد الناصر ومبادئ حزب البعث العربي الاشتراكي - الذي كان نشطًا في سورية والأردن - خلال اجتماعٍ عام 1956 م جمعه بالرئيس اللبناني كميل شمعون أحد معارضي عبد الناصر السياسيين في المنطقة. وفي ملاحظة لأحد مسؤولي السفارة الأمريكية في عَمَّان عليه خلال نقاشٍ معينٍ، فإنَّ أبو نوار كان ناصريًّا أكثر من جمال عبد الناصر نفسه. كذلك، فلقد وصفته وكالة الاستخبارات المركزية (سي.آي.إيه) بأنه من غلاة القوميين. وبحسب المؤرخ إيفان بيرسون، فإن كلًّا من الدبلوماسية والاستخبارات الأمريكية كانت لهما ملاحظاتٍ سلبيةٍ عنه في ما يخص الكيان الإسرائيلي وفيما يتعلق بإزاحة رئيس الوزراء الأردني سمير الرفاعي عن منصبه؛ إذ كان يمثل للدولة الصهيونية جهةً مجابهةً لمستشاري الملك الحسين بن طلال ذوي التوجه القومي. يُذكر أن أبو نوار قد ناور بمهارة من أجل إبعاد الرفاعي عن الساحة بعد وقتٍ قريبٍ من طرد غلوب. إضافةً لذلك فقد كان معارضًا بارزًا لنظام الحكم الهاشمي في العراق ورئيس وزراء العراق آنذاك نوري السعيد الذي يَصِفه البعض أنه موالٍ للبريطانيين. معارضته تلك للعراقيين كانت مدفوعة بشكوكه حول نيتهم في العمل على إخراجه من منصبه العسكري. في ذات الوقت فقد كان كلٌّ من الوصي عبد الإله بن علي الهاشمي ونوري السعيد يبادلونه بالشكوك. ويرى البعض أن تأثيره على الملك الحسين بن طلال كان له دورٌ كبير في مقاومة الأردن لمحاولات العراق في قيام وحدة اندماجيةٍ كاملةٍ بين البلدين الهاشميين؛ الأردن والعراق.

### العدوان الثلاثي
في أواخر عام 1956 م أجريت انتخابات في الأردن أسفرت عن فوز ساحقٍ لمرشحين وصفوا أنفسهم بالقوميين العرب ومجموع الأحزاب اليسارية. تِبعًا لذلك نصَّب الملك الحسين سليمان النابلسي ذو التوجه القومي الاشتراكي وأحد المؤيدين لجمال عبد الناصر ليصبح رئيسًا للوزراء في شهر تشرين الأول من ذلك العام، على الرغم من فشله في الحصول على المقعد النيابي عن دائرته؛ حيث نُصِّب بكونه زعيم الحزب الرئيس في ائتلاف الأغلبية في مجلس النواب. بعد تنصيب سليمان النابلسي، أطلقت كل من المملكة المتحدة وفرنسا والكيان الإسرائيلي حملة عسكرية على قناة السويس وسيناء في مصر وذلك ردًّا على تأميم قناة السويس وأسباب أخرى إضافية. وأعلن الملك الحسين بن طلال حالة الطوارئ ومعارضته للغزو ووافق على طلب رئيس الأركان المصري عبد الحكيم عامر للتدخل العسكري الأردني. ولهذه الغاية، أمر الملك الحسين علي أبو نوار بالتنفيذ الفوري لأمر عامر بإطلاق عملية بيسان، الأمر الذي استلزم غزوًا مدرعًا أردنيًا سوريًا للسهل الساحلي في فلسطين، والذي كان يُنظر إليه على أنه المنطقة الأكثر ضعفًا في الكيان الإسرائيلي نظرًا لقصر المسافة بينه وبين الضفة الغربية التابعة للأردن آنذاك. ومع ذلك، عدَّ أبو نوار العملية شديدة الخطورة بالنسبة للجيش العربي ونصح الملك بانتظار انضمام سورية إلى الخطة. شكلت مصر وسورية والأردن ميثاق دفاع قبل أيام من احتلال سيناء في 29 تشرين الأول.

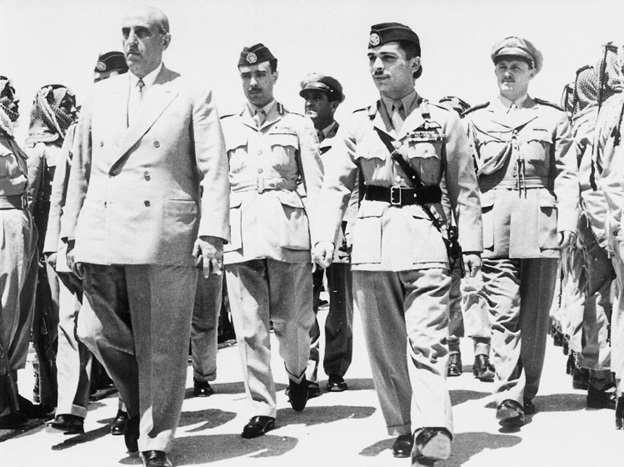
علي أبو نوار رئيس الأركان العامة للجيش الأردني متوسطاً الملك الحسين بن طلال والرئيس شكري القوتلي في أواخر عام 1956 م.

يُذكر أنّ سليمان النابلسي تردد في الامتثال لأوامر الملك، مما دفع إلى عقد اجتماع يضم الملك الحسين وأبو نوار والحكومة الأردنية لتقييم الوضع. وبحسب مذكّرات وزير الأشغال العامة آنذاك أنور الخطيب، جادل أبو نوار بأن القوات الأردنية ستفقد السيطرة بسرعة على منطقتي الخليل ونابلس لصالح الكيان الإسرائيلي، لكنها «ستدافع عن القدس حتى آخر رجل وآخر قطرة دم». لقد خفّ حماس الملك الحسين لمساعدة مصر بعد تقييم أبو نوار، لكنه لم يلين في محاولته التدخل إلا بعد أن أبلغ جمال عبد الناصر تقديره للحسين لدعمه الحقيقي والتحذير من المخاطرة بفقدان الجيش الأردني في مواجهة مع جيش الكيان الإسرائيلي المتفوق بالعدد والعُدَّة. في وقت لاحق من حياته، قال أبو نوار أنه كان مستعدًا ليجعل الصهاينة يواجهون «وقتًا عصيبًا جدًا» في عام 1956 م، لكنه ثنى الملك عن رأيه فقط عندما نصح ناصر الملك بعدم التدخل، وبعد ذلك أخبر الملك الحسين أن مهاجمة الكيان الإسرائيلي أثناء انسحاب المصريين من سيناء «سيكون انتحاراً».
خلال أزمة السويس، طلب الحسين من سورية والمملكة العربية السعودية والعراق إرسال قوات إلى الأردن بكونه إجراءً وقائيًّا لمنع غزوٍ محتملٍ للبلاد من قبل الحلفاء الثلاثة الكيان الإسرائيلي والمملكة المتحدة وفرنسا. كان رئيس الوزراء العراقي نوري السعيد متحفظا على وضع القوات العراقية تحت قيادة أبو نوار واقترح فصله شرطًا مسبقًا لنشر القوات العراقية في الأردن. ومع أن ذلك لم يّحدث، فلقد أرسل العراقيون قواتهم إلى الأردن. ومع ذلك، عارض النابلسي نشرهم على أساس أن العراق كان عضوًا في حلف بغداد، وهو تحالف دول الشرق الأوسط مع المملكة المتحدة والذي أدانه القوميون العرب باعتباره محاولةً بقيادة بريطانيا لخنق الوحدة العربية، بدلاً من التحالف المصري الأردني السوري السعودي المعروف بميثاق عمان. على الرغم من احتجاج الملك الحسين، نجح النابلسي، باستخدام سلطته رئيسًا للوزراء، بإجبار العراقيين على الانسحاب بحلول نهاية تشرين الثاني.

### دعم الوحدة العربية
في 19 كانون الثاني 1957 م، وقّع الأردن اتفاقية التضامن العربي مع كلٍّ من المملكة العربية السعودية ومصر وسورية والتي استلزمت مساعدة مالية من تلك الدول لاستبدال المساعدة البريطانية السنوية للأردن التي انتهت بإلغاء المعاهدة الأردنية البريطانية في نوفمبر 1956 م؛ ألغيت المعاهدة رسمياً وبشكلٍ متبادلٍ في آذار 1957 م. ومع ذلك، فقد أعاقت مصر وسوريا عجزًا أو عدم رغبة دعم الجيش الأردني، الذي كانت ميزانيته تنافس ميزانية جيوشهم. علاوةً على ذلك، وبحلول ذلك الوقت، كان أبو نوار يفقد ثقة الملك الحسين باستمرار بسبب عدم الرضا عنه بين ضباط الجيش والتأثيرات السلبية التي تحدثها معادته للغرب على العلاقات مع حلفاء الأردن الغربيين الرئيسين، المملكة المتحدة والولايات المتحدة. عدَّ الحسين البلدين الأخيرين بديلين ضروريين للدعم المالي للأردن بدلاً من البلدان التي خيبت أمله في اتفاقية التضامن العربي.
وفي الوقت نفسه، ظهرت انقسامات خطيرة في الدولة الأردنية بسبب ردود الفعل على مبدأ أيزنهاور، الذي يهدف ظاهريًا إلى وقف التوسع السوفييتي في المشرق العربي، ولكن ينظر إليه القوميون العرب على أنه حيلةٌ استعماريةٌ جديدةٌ للسيطرة على المنطقة. قاد النابلسي ووزير الخارجية عبد الله الريماوي ذو التوجهات البعثية، المعسكر المعارض لمبدأ أيزنهاور بكونه تهديدًا للسيادة العربية ووسيلةً للسيطرة على الأصول النفطية في المنطقة ودعم الدولة العبرية، في حين ساند الملك الحسين علانيةً المبدأ بكونه إجراءً وقائيًّا ضد النفوذ الشيوعي المتنامي في البلد. قبل هذه الخلافات، كان النابلسي يضيق الخناق على نشر الأدب الشيوعي وتأثيره في الصحافة (كان الشيوعيون يُعارضون عمومًا من قبل القوميين العرب)، بينما كان يحاول إقامة علاقات دبلوماسية مع الاتحاد السوفياتي دون علم الملك الحسين. ولهذه الغاية، أرسلَ أبو نوار إلى موسكو في شباط 1957 ليكون بمثابة اتصالٍ أوليٍّ مع السوفييت. في وقت لاحق، أعلن النابلسي علنًا نيته إقامة علاقات مع اتحاد الجمهوريات الاشتراكية السوفياتية والسعي إلى اتحادٍ سياسيٍّ مع مصر وسوريا، وطلب من الملك الحسين تأكيده طرد العديد من المسؤولين الموالين للملكية في الأردن. ردّ الحسين بإجبار النابلسي على الاستقالة في 10 نيسان عام 1957 م.

### انقلاب 1957 م

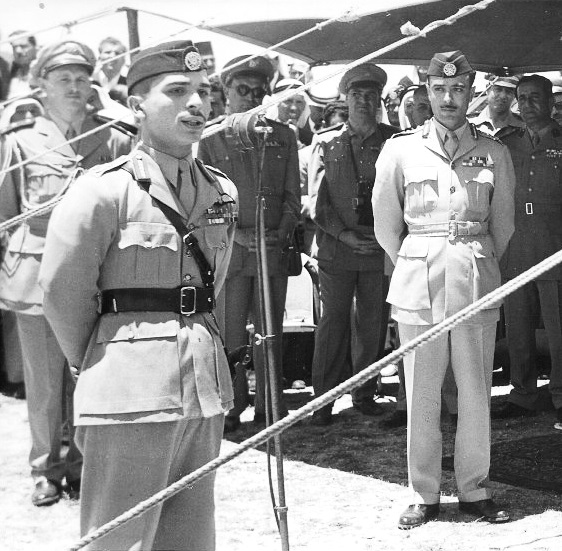
الملك الحسين بن طلال يخاطب في قوات الجيش العربي ويظهر في الخلفية رئيس هيئة الأركان علي أبو نوار في وقتٍ ما من عام 1956 م.

وسط الفوضى السياسية في الأردن وقبل يومين من استقالة النابلسي، انخرطت وحدة عسكرية هي كتيبة المدرعات الأولى الملكية بقيادة النقيب نذير رشيد في مناورة باسم عملية هاشم عند التقاطعات الرئيسة في عمّان. أثارت الخطوة شكوك الملك ودفعته إلى أن يأمر أبو نوار بسحب الوحدة، وهو ما فعله. اعتقد الحسين أن الخطوة كانت نذرًا بانقلاب وشيك. سعى أبو نوار إلى تهدئة مخاوف الملك وأخبره أنه تمرين عادي تم تنفيذه عدة مراتٍ في السنوات السابقة لمراقبة حركة المرور من وإلى المدينة، بينما ادعى رشيد فيما بعد أنها جزء من خطّةٍ أوسع لنقل القوات إلى الضفة الغربية في حالة الغزو الإسرائيلي. ووفقًا لبيرسون، كان الغرض من المناورة تخويف الملك الحسين، بينما رأى المؤرخ بيتي أندرسون أنه كان بإمكان الضباط معرفة ما يمكنهم تحقيقه عسكريًا. أيًّا كان السبب الحقيقي للمناورة، فقد زادت من شكوك الحسين حول انقلابٍ بقيادة أبو نوار والقوميين العرب الموالين لنظام عبد الناصر، وأثارت تحذيرات من المسؤولين الأردنيين المخضرمين، مثل بهجت التلهوني وحسين بن ناصر، بأن مثل هذا الانقلاب وشيك.
في 13 نيسان، اندلعت أعمال شغبٍ في ثكنات الجيش في الزرقاء، التي كانت تضم أكثر القوات العسكرية في البلاد، بين وحدات توصف بالحضرية موالية لأبو نوار ووحداتٍ أخرى يسيطر عليها البدو الموالون للملكية. ظهرت روايتان رئيسيتان حول هذه الحادثة المعروفة باسم "انتفاضة الزرقاء"، إضافةً لأسماء أخرى. الرواية الأولى قدمها الملك الحسين ومؤرخون غربيون، بينما قُدِّمت الرواية الأخرى للأحداث من قبل المنشقين السياسيين والعديد الكتاب في الصحافة الأردنية والعربية. قال بيرسون إن "الحادث غارق في الغموض والجدل المستمر"، وكتب أندرسون بالمثل أن "الأسئلة كثيرة حول ما إذا كانت محاولة الانقلاب هذه قد نشأت في الجيش بقيادة أبو نوار والضباط الأحرار، أو من الملك والأمريكيين الذين أرادوا ذريعةً لإزالة "الحركة القومية العربية" من المشهد السياسي الأردني.
وبحسب رواية الملك الحسين للأحداث، فقد خطط أبو نوار والضباط الأحرار للواء المشاة الأول (لواء عالية) الذي كانت غالبيته من أبناء العشائر البدوية في الزرقاء أن يشارك في تمرين في الصحراء دون ذخيرةٍ لتحييده من استخدام الحسين له ضد مخطط مضاد مظاهرة حكومية من المقرر أن يعقدها النابلسي في 14 نيسان. كان الحسين آنذاك، ـ لا يزال حذرًا من سليمان النابلسي بسبب اعتراضٍ لرسالةٍ من جمال عبد الناصر تناشد سليمان النابلسي مقاومة فصله من رئاسة الوزراء. أبلغ حسين بن ناصر وضباطٍ موالين من معسكر الزرقاء الملكَ مؤامرة الضباط الأحرار مساء 13 نيسان. تزامن الحادث مع تسليم أبو نوار إنذارًا نهائيًا لرئيس الوزراء سعيد المفتي (خليفة النابلسي) يحذر الملك الحسين بأن عليه تعيين حكومة تعكس إرادة الشعب في مجلس النواب المنتخب أو مواجهة ثورةٍ من الجيش. يبدو أن المفتي انهار عاطفياً في حضور الحسين، مما دفع الأخير للاستفسار من أبو نوار عن الإنذار، الذي اعترف به. ثم أحضره الحسين معه لتفقد المشهد في الزرقاء، حيث أخبر الضباط الموالون من معسكر الزرقاء الحسينَ أن شائعات وفاته أثارت اشتباكات عنيفة بين الموالين له والجنود التابعين لأبو نوار وأن حضور الحسين بين الجنود هو فقط الذي وضع حدًّا للقتال. علاوةً على ذلك، قيل للحسين أنّ نذير رشيد ومعن أبو نوار (ابن عمٍّ بعيد لأبو نوار) أُمرا بمحاصرة القصر الملكي واعتقال الملك.

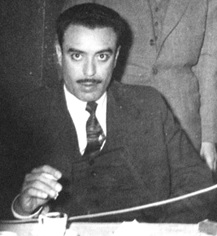
علي أبو نوار في دمشق خلال المؤتمر الصحفي الذي عُقد له هُناك بعد هروبه إلى سورية عام 1957 م.

تتفق الروايتان أنه خلال القتال في الزرقاء، اعتُقل العديد من الضباط الأحرار واعتقالهم من قبل الضباط البدو الموالين. تتفق كلتا الروايتين أيضًا على أنه عندما شق الملك الحسين طريقه إلى الزرقاء، هتف له الجنود الموالون، وتدخل في منتصف الاشتباكات على مسؤوليته الخاصة، واحتُضن عاطفيًا من قبل أنصاره، الذين هتفوا «الموت لأبي نوار وجميع الخونة!». بقي أبو نوار في السيارة، خائفا على حياته من قبل القوات الموالية للملك الحسين، ثم توسل على ما يبدو من الحسين لحمايته والسماح له بالعودة إلى عمان، وهو ما وافق عليه الملك. وبحلول الليل، أقنع الملك الحسين بالسماح له بمغادرة البلاد، وفي صباح 14 آذار، استقال رسميًا من قيادة الجيش وغادر إلى دمشق العاصمة السورية مع عائلته.
عُيِّن اللواء علي الحياري، المنافس الرئيس لأبو نوار في قيادة الجيش الأردني، رئيسًا لهئية الأركان العامة ولكن في 20 نيسان، انشق إلى سورية. وادّعى علي الحياري أنه قبل الحادث الذي وقع في الزرقاء وبعد فترة وجيزة من الاستقالة القسرية لحكومة النابلسي، زار مسؤولو القصر القيادة العامة للجيش للاستفسار عن آراء الضباط بشأن تغيير اتجاه الحكومة الجديدة بعيدًا عن سياسات الوحدة العربية لمصر وسورية. وبناءً على ذلك، عندما عبّر علي أبو نوار والضباط الأحرار عن رفضهم «استخدام الجيش» ضد الإرادة الشعبية في البلاد، وضع مسؤولو القصر خططًا للضباط الموالين، بمن فيهم علي الحياري، لعملية علم كاذبة في الزرقاء. أُخِذَ برواية الحياري على نطاقٍ واسعٍ في الأردن والوطن العربي، وعلى الرغم من رفض الرواية من مسؤولي القصر الملكي، إلا أنه أدّى إلى مزيدٍ من الشكِّ العام تجاه الرواية الرسمية للأحداث المتعلقة بالانقلاب.
نفى أبو نوار باستمرار أي خيانةٍ منه للملك الحسين وادعى أنه ضحية مؤامرة سياسية في المملكة حيث سعى خصومه لتشويه سمعته. في مؤتمر صحفي في دمشق، قال إن الحادث بأكمله كان ردَّ فعلٍ مبالغٍ فيه من قبل الملك الحسين على تقاريرٍ مثيرةٍ وكاذبةٍ عن مؤامرة انقلاب، وأن الحادث كان على الأرجح انقلابًا استباقيًا من قبل الحسين و«الحرس القديم»، بدعم وتخطيط وكالة الاستخبارات الأمريكية، ضد المؤيدين الرئيسين للوحدة العربية في الأردن. وبالمثل، نفى نذير رشيد ومعن أبو نوار بشدّة قيامهما بأيّ مؤامرة انقلابية. ووفقًا لبيرسون، فإن روايات الضباط الأحرار وعلي الحياري مُنحت مزيدًا من المصداقية؛ بسبب عدم وجود أدلة في المحاكمات العسكرية ضد المتآمرين الذين قُبض عليهم، والأحكام المخففة التي صدرت بحقِّهم، وإعادة تأهيل المتآمرين المزعومين في نهاية المطاف بمن فيهم علي أبو نوار عبْرَ تكليفهم فيما بعد بمناصب رفيعة في الحكومة والجيش والأجهزة الأمنية.

## حياته اللاحقة
في 22 من نيسان، أطلق أبو نوار بيانًا إذاعيًّا من إذاعة صوت العرب الواقعة في مدينة القاهرة يهاجمُ بها الملك الحسين بن طلال. وفيما بدا توافقًا معه، اجتمع في اليوم التالي في مدينة نابلس عدد من الشخصيات المعارضة للملكية الأردنية والموالية لنظام جمال عبد الناصر؛ حيث طالبوا بفصل كبار الضباط العاملين في القصر الملكي، كذلك طالبوا بطرد كلٍّ من السفير والملحق العسكري الأمريكيين في الأردن، ورفْض مبدأ أيزنهاور والدخول في وحدة اتحادية مع كلٍّ من سورية ومصر وطالبوا أيضًا بإعادة الضباط المطرودين مثل علي أبو نوار إلى أعمالهم. وردًا على ذلكم الاجتماع، حظرت الحكومة الأردنية بقيادة الملك الحسين بن طلال التجول في كلٍّ من مدن نابلس والقدس وعمّان، كذلك فقد أُعلنت الأحكام العرفية وحُلت الأحزاب السياسية والمجالس البلدية في الضفة الغربية واستُعيض عنها بحكّامٍ عسكريين، ووضعت كذلك الصحافة تحت الرقابة. إضافة لكل ذلك فقد اعتُقل سليمان النابلسي الذي كان في حينها وزيرًا للخارجية في حكومة حسين الخالدي الذي حُلّت حكومته أيضًا ردًّا على اجتماع نابلس المذكور، وحلّ عدد من الوحدات العسكرية الموالية لبعض الأحزاب السياسية. ورغم أن كثير من القيود تلك قد تراجعت عنها الملك الحسين فعليًّا مثل حظر التجول والرقابة على الصحف، إلا أنّ الخطوات التي اتخذها الحسين بن طلال كانت سببًا رئيسًا في التراجع عن الديمقراطية الدستورية التي كانت بارزة في الأردن في خمسينيات القرن العشرين.
في 26 أيلول من عام 1957 م، حُكم على علي أبو نوار ومعه كلٌّ من علي الحياري وعبد الله الريماوي غيابيًّا بالسجن لمدة 15 عامًا. وأثناء نفيه من الأردن، أقام في البداية في دمشق، إلى جانب منشقين أردنيين آخرين مثل الحياري والريماوي.ومع ذلك، في عام 1958 م، انتقل إلى مصر بعد تشكيل الجمهورية العربية المتحدة تحت رئاسة عبد الناصر (سورية انفصلت في عام 1961 م).

## هوامش
1. ↑  كان وما زال يُطلق على الجيش الأردني اسم الجيش العربي باللغة العربية، بينما كان يُطلق عليه باللغة الإنجليزية قبل عام 1956 م اسم الفيلق العربي (Arab Legion). وقد أصبح اسم القوات المسلحة الأردنية يُستخدم بعد تعريب قيادة الجيش.
2. ↑  يُطلق على هذا اللواء اسم لواء الملك الحسين بن علي المهام الخاصة 30.(انظر كتاب العلوم العسكرية - منهاج يُدرس في الجامعات الأردنية -، 2014، دائرة التعليم الجامعي بالقوات المسلحة، صفحة 31).
3. ↑  بحسب نذير رشيد فإن المناورة المذكورة لم تسمَّ باسم هاشم نسبة للجد الأعلى للعائلة الملكية في الأردن. إنما جرت العادة على أن يختار قائد المناورة الاسم الذي يحلو له، وقد اختار نذير الاسم هاشم على اسم أخيه.(انظر حلقات برنامج شاهد على العصر الخاصة بنذير رشيد على قناة الجزيرة).

### فهرس المراجع
1. 1 2 3 4 5 6 7 8  Shlaim et al. 2007، صفحة 64.
2. 1 2  محاسيس 364.
3. 1 2 3 4  Shlaim et al. 2007، صفحة 107.
4. 1 2 3 4  Yitzhak et al. 2012، صفحة 115.
5. 1 2 3 4 5 6 7  Pearson et al. 2010، صفحة 94.
6. 1 2 3 4 5 6 7  Shlaim et al. 2007، صفحة 65.
7. 1 2  Shlaim et al. 2007، صفحة 64-65.
8. 1 2  Pappe et al. 1994، صفحة 68-69.
9. 1 2 3 4 5  Pearson et al. 2010، صفحة 106.
10. 1 2 3 4 5 6 7 8  Pearson et al. 2010، صفحة 107.
11. 1 2  Dann et al. 1989، صفحة 185.
12. 1 2  Anderson et al. 2005، صفحة 186.
13. ↑  Anderson et al. 2005، صفحة 202.
14. 1 2  Pearson et al. 2010، صفحة 114.
15. 1 2 3 4  Shlaim et al. 2007، صفحة 135-136.
16. ↑  Terrill et al. 2010، صفحة 25.
17. ↑  Impact et al. 1991، صفحة 36.
18. ↑  Mattar et al. 2004، صفحة 38.
19. ↑  Anderson et al. 2005، صفحة 218.
20. ↑  Bidwell et al. 1998، صفحة 10.
21. 1 2  Massad et al. 2001، صفحة 170.
22. ↑  Anderson et al. 2005، صفحة 65.
23. ↑  Anderson et al. 2005، صفحة 71.
24. 1 2  Massad et al. 2001، صفحة 170-171.
25. ↑  Massad et al. 2001، صفحة 171.
26. 1 2 3  Massad et al. 2001، صفحة 172-173.
27. 1 2 3 4  Massad et al. 2001، صفحة 173.
28. ↑  Massad et al. 2001، صفحة 174-175.
29. ↑  Shlaim et al. 2007، صفحة 101.
30. ↑  Shlaim et al. 2007، صفحة 101-102.
31. ↑  Anderson et al. 2005، صفحة 167-168.
32. 1 2 3  Anderson et al. 2005، صفحة 167.
33. 1 2  Abu-Lebdeh et al. 1997، صفحة 82.
34. ↑  Shlaim et al. 2007، صفحة 106-107.
35. ↑  Anderson et al. 2005، صفحة 168.
36. 1 2 3 4 5 6  Pearson et al. 2010، صفحة 95.
37. 1 2  Massad et al. 2001، صفحة 186-187.
38. ↑  Beshara et al. 2005، صفحة 22.
39. ↑  Pappe et al. 1994، صفحة 172.
40. ↑  فريدون جم 2017، ص 107
41. ↑  Pearson et al. 2010، صفحة 97.
42. 1 2 3  Shlaim et al. 2007، صفحة 119.
43. ↑  Pearson et al. 2010، صفحة 98.
44. ↑  Shlaim et al. 2007، صفحة 119-120.
45. ↑  Shlaim et al. 2007، صفحة 120.
46. ↑  Shlaim et al. 2007، صفحة 120-121.
47. 1 2 3 4  Shlaim et al. 2007، صفحة 122.
48. ↑  Pearson et al. 2010، صفحة 102.
49. 1 2  Anderson et al. 2005، صفحة 179.
50. ↑  Pearson et al. 2010، صفحة 102-103.
51. ↑  Pearson et al. 2010، صفحة 103.
52. 1 2  Pearson et al. 2010، صفحة 104-105.
53. ↑  Attié et al. 2004، صفحة 112.
54. ↑  أبو نوار، صفحة 304.
55. ↑  أبو غريبة، صفحة 181.
56. ↑  Anderson et al. 2005، صفحة 182.
57. 1 2  أبو غربية، صفحة 191.
58. 1 2 3 4 5  Anderson et al. 2005، صفحة 183.
59. 1 2 3  Shlaim et al. 2007، صفحة 132.
60. ↑  Pearson et al. 2010، صفحة 105.
61. ↑  أبو غربية، صفحة 192.
62. ↑  أبو غربية، صفحة 194.
63. 1 2 3 4 5 6 7  Dann et al. 1989، صفحة 59.
64. 1 2 3 4 5  Shlaim et al. 2007، صفحة 135.
65. ↑  Dann et al. 1989، صفحة 60.
66. ↑  Massad et al. 2001، صفحة 196.
67. ↑  Pearson et al. 2010، صفحة 106-107.
68. 1 2  Pearson et al. 2010، صفحة 109.
69. ↑  Yitzhak et al. 2012، صفحة 125.
70. 1 2  Pearson et al. 2010، صفحة 110.
71. ↑  Miller 1996 p.377

معلومات المراجع كاملة

### باللغة العربية
- الحسين بن طلال (2017 م). الحسين ملك المملكة الأردنية الهاشمية، مهنتي كملك أحاديث ملكية نشرها بالفرنسية فريدون صاحب جم. ترجمة: الدكتور غازي غزيل، مراجعة محمد عزت نصر الله (ط. الرابعة). الأهلية للنشر والتوزيع. {{استشهاد بكتاب}}: تحقق من التاريخ في: |تاريخ= (مساعدة)
- أبو غربية، بهجت (2004). من مذكرات المناضل بهجت أبو غربية: من النكبة إلى الانتفاضة، 1949-2000. مؤسسة العربية للدراسات والنشر. ISBN:978-9953-36-594-7. OCLC:69671167. مؤرشف من الأصل في 2020-06-28.
- الجمعاني، ضافي. من الحزب إلى السجن 1948_1994 - مذكرات ضافي الجمعاني. المحرر الأدبي للنشر والتوزيع والترجمة. ISBN:978-2-12-346120-3. مؤرشف من الأصل في 2020-06-29.
- أبو نوار، علي. حين تلاشت العرب: مذكرات في السياسة العربية [1948-1964]. دار الساقى للطباعة والنشر. مؤرشف من الأصل في 2020-07-01.
- محاسيس، نجاة سليم (2011). الوفاء الهاشمي : لوحات رائعة من النضال و الكفاح للهاشمين الأحرار بين عامي 1936 - 1999 : المغفور له الملك الباني الحسين بن طلال رحمه الله ... : الجزء الثاني. دار زهران للنشر. ISBN:9796500058818. OCLC:945789459. مؤرشف من الأصل في 2020-06-29.
- جونستون، تشارلز (1996). الاردن علي الحافة (ط. الثانية). منشورات وزارة الثقافة. مؤرشف من الأصل في 2020-07-01.

### بلغات أجنبية
- Abu-Lebdeh، Hatem Shareef (1997). Conflict and Peace in the Middle East: National Perceptions and United States-Jordan Relations. University Press of America. ISBN:978-0-7618-0812-1. مؤرشف من الأصل في 2020-02-02.
- Anderson، Betty Signe (2005). Nationalist Voices in Jordan: The Street and the State. University of Texas Press. ISBN:978-0-292-70625-5.
- Attié، Caroline (2004). Struggle in the Levant: Lebanon in the 1950s. Oxford: The Centre for Lebanese Studies. ص. 112. ISBN:978-1-86064-467-2. مؤرشف من الأصل في 2020-03-14.
- Beshara، Adel (2005). Lebanon: The Politics of Frustration – The Failed Coup of 1961. Routledge. ISBN:978-1-136-00614-2. مؤرشف من الأصل في 2020-02-02.
- Bidwell، Robin (1998). Dictionary Of Modern Arab History. Kegan Paul International. ISBN:978-1-136-16291-6. مؤرشف من الأصل في 2020-01-24.
- Dann، Uriel (1989). King Hussein and the Challenge of Arab Radicalism. Oxford University Press. ISBN:978-0-19-536121-6. مؤرشف من الأصل في 2020-01-29.
- Massad، Joseph Andoni (2001). Colonial Effects: The Making of National Identity in Jordan. Columbia University Press. ISBN:978-0-231-12322-8. مؤرشف من الأصل في 2020-01-29.
- Mattar، Philip، المحرر (2004). Encyclopedia of the Modern Middle East & North Africa: A-C. Macmillan Reference USA. ISBN:978-0-02-865770-7. مؤرشف من الأصل في 2020-03-14.
- Miller، Judith (1996). God Has Ninety-Nine Names: Reporting from a Militant Middle East. Simon & Schuster. ISBN:978-0-684-83228-9.
- Pappe، Ilan (1994). "The State and the Tribe: Egypt and Jordan, 1948–88". في Nevo، Joseph؛ Pappe، Ilan (المحررون). Jordan in the Middle East: The Making of a Pivotal State, 1948–1988. Frank Cass & Co. Ltd. ISBN:978-0-7146-3454-8. مؤرشف من الأصل في 2020-01-29.
- Pearson، Ivan L. G. (2010). In the Name of Oil: Anglo-American Relations in the Middle East, 1950–1958. Sussex Academic Press. ISBN:978-1-84519-388-1. مؤرشف من الأصل في 2020-01-29.
- Shlaim، Avi (2007). Lion of Jordan: The Life of King Hussein in War and Peace. Vintage Books. ISBN:978-1-4000-7828-8. مؤرشف من الأصل في 2020-01-19.
- Yitzhak، Ronen (2012). Abdullah Al-Tall, Arab Legion Officer: Arab Nationalism and Opposition to the Hashemite Regime. Sussex Academic Press. ISBN:978-1-84519-408-6. مؤرشف من الأصل في 2020-01-29.
- Terrill، W. Andrew (2010). Global Security Watch—Jordan. Praeger. ص. 25. ISBN:978-0-313-36619-2. مؤرشف من الأصل في 2020-03-13.
- "Impact International News Archive: 1991". Impact International. News & Media. 21–22. 1991. مؤرشف من الأصل في 2020-03-14.

## مسارات خارجية
- "حين تلاشت العرب : مذكرات السياسة العربية (1948–1964)". مذكرات علي أبو نوار. مؤرشف من الأصل في 2016-03 22. {{استشهاد ويب}}: تحقق من التاريخ في: |تاريخ أرشيف= (مساعدة)